# Summer Nights (residency show)
Summer Nights è un residency show della cantante australiana Olivia Newton-John, che si tenne al Flamingo Las Vegas, nell'omonima città.
Ebbe inizio l'8 aprile 2014 e si concluse, dopo 175 spettacoli, il 3 dicembre 2016. Ha incassato in tutto 6,517,507 dollari. Inizialmente sarebbe dovuto iniziare nel 2013, ma a causa della morte della sorella dell'artista per un cancro al cervello, lo show venne rimandato al 2014.

## Critica
Mike Wheaterford di Las Vegas Review Journal disse "Newton-John disse in un'intervista che lei non è una performer "razzmatazz", ma non a lungo in questa retrospettiva dei numeri, ho capito che lei è un'intrattenitrice. Se ti aspetti qualcosa di più ambizioso dalla "bella ragazza di sempre", beh, a questo punto è solo cattiveria". San Masseur di Vegas Chatter scrisse invece "Per quelli che si sono goduti una canzone di Olivia Newton-John, Summer Nights è un ottimo momento per l'intrattenimento".

## Scaletta
Questa scaletta è relativa all'8 aprile 2014, non a tutti gli show. Oltre ad alcuni suoi brani, Olivia eseguì delle cover e altri brani tratti da film come Grease o Xanadu:
1. Pearls on a Chain
2. Have You Never Been Mellow
3. Xanadu
4. Magic
5. Suddenly
6. A Little More Love
7. Sam
8. If Not for You
9. Let Me Be There
10. Please Mr. Please
11. Take Me Home, Country Roads
12. If You Love Me (Let Me Know)
13. Physical
14. Cry Me a River
15. Send in the Clowns
16. Not Gonna Give Into It
17. Look at Me, I'm Sandra Dee (resprise)
18. You're the One That I Want
19. Hopelessly Devoted to You
20. Summer Nights
21. We Go Together
22. I Honestly Love You
23. Over the Rainbow

## Date
| Date           | Biglietti venduti/Biglietti disponibili | Incasso     |
| Prima Tappa    | Prima Tappa                             | Prima Tappa |
| -------------- | --------------------------------------- | ----------- |
| 8 aprile 2014  | 5,234/6,933                             | $594,888    |
| 9 aprile 2014  | 5,234/6,933                             | $594,888    |
| 10 aprile 2014 | 5,234/6,933                             | $594,888    |
| 11 aprile 2014 | 5,234/6,933                             | $594,888    |
| 12 aprile 2014 | 5,234/6,933                             | $594,888    |
| 6 maggio 2014  | 5,234/6,933                             | $594,888    |
| 7 maggio 2014  | 5,234/6,933                             | $594,888    |
| 8 maggio 2014  | 5,234/6,933                             | $594,888    |
| 9 maggio 2014  | 5,234/6,933                             | $594,888    |
| 10 maggio 2014 | 5,234/6,933                             | $594,888    |
| Seconda Tappa  |                                         |             |
| 27 maggio 2014 | 3,071/3,750                             | $635,935    |
| 28 maggio 2014 | 3,071/3,750                             | $635,935    |
| 29 maggio 2014 | 3,071/3,750                             | $635,935    |
| 30 maggio 2014 | 3,071/3,750                             | $635,935    |
| 31 maggio 2014 | 3,071/3,750                             | $635,935    |
| Terza Tappa    |                                         |             |
| 1 luglio 2014  | 2,146/3,916                             | $264,924    |
| 2 luglio 2014  | 2,146/3,916                             | $264,924    |
| 3 luglio 2014  | 2,146/3,916                             | $264,924    |
| 4 luglio 2014  | 2,146/3,916                             | $264,924    |
| 5 luglio 2014  | 2,146/3,916                             | $264,924    |
| Quarta Tappa   |                                         |             |
| 29 luglio 2014 | 9,020/14,210                            | $1,064,310  |
| 30 luglio 2014 | 9,020/14,210                            | $1,064,310  |
| 31 luglio 2014 | 9,020/14,210                            | $1,064,310  |
| 1 agosto 2014  | 9,020/14,210                            | $1,064,310  |
| 2 agosto 2014  | 9,020/14,210                            | $1,064,310  |
| 5 agosto 2014  | 9,020/14,210                            | $1,064,310  |
| 6 agosto 2014  | 9,020/14,210                            | $1,064,310  |
| 7 agosto 2014  | 9,020/14,210                            | $1,064,310  |
| 8 agosto 2014  | 9,020/14,210                            | $1,064,310  |
| 9 agosto 2014  | 9,020/14,210                            | $1,064,310  |
| 12 agosto 2014 | 9,020/14,210                            | $1,064,310  |
| 13 agosto 2014 | 9,020/14,210                            | $1,064,310  |
| 14 agosto 2014 | 9,020/14,210                            | $1,064,310  |
| 15 agosto 2014 | 9,020/14,210                            | $1,064,310  |
| 16 agosto 2014 | 9,020/14,210                            | $1,064,310  |
| 19 agosto 2014 | 9,020/14,210                            | $1,064,310  |
| 20 agosto 2014 | 9,020/14,210                            | $1,064,310  |
| 21 agosto 2014 | 9,020/14,210                            | $1,064,310  |
| 22 agosto 2014 | 9,020/14,210                            | $1,064,310  |
| 23 agosto 2014 | 9,020/14,210                            | $1,064,310  |
| 26 agosto 2014 | 2,569/3,560                             | $281,105    |
| 27 agosto 2014 | 2,569/3,560                             | $281,105    |
| 28 agosto 2014 | 2,569/3,560                             | $281,105    |
| 29 agosto 2014 | 2,569/3,560                             | $281,105    |
| 30 agosto 2014 | 2,569/3,560                             | $281,105    |